# Улица Панаса Мирного (Мелитополь)
Улица Панаса Мирного (укр. Вулиця Панаса Мирного) — улица в Мелитополе. Начинается от проезда с проспекта Богдана Хмельницкого, заканчивается на улице Ивана Алексеева. Расположена в историческом районе Песчаное недалеко от Песчанского ручья.
Состоит из частного сектора. Покрытие грунтовое.

## Название
Улица названа в честь украинского писателя, драматурга и общественного деятеля Панаса Мирного (1849-1920).
Параллельно улице расположен одноимённый переулок.

## История
Улица появилась в конце 1950-х годов во время активной застройки района Песчаное частным сектором. В это же время появляются соседние улицы Геническая, Ялтинская, Береговая.
7 октября 1959 года горисполком принял решение о наименовании прорезанной улицы в честь украинского писателя Панаса Мирного. Примечательно, что расположенная неподалёку улица Ляпидевского двумя годами ранее также была переименована в честь известного украинского литератора — Леси Украинки.

## Галерея
|                             |                            |                                                           |                                       |
| начало со стороны проспекта |                            | оформление ворот по мотивам творчества Эдуарда Успенского | «дог-арт»                             |
|                             |                            |                                                           |                                       |
| жилой дом                   | проход к Песчанскому ручью |                                                           | начало со стороны ул. Ивана Алексеева |